# Luciano Lollo
Mauricio Luciano Lollo (Alejo Ledesma, 29 marzo 1987) è un calciatore argentino, difensore del Newell's Old Boys.

## Palmarès

### Club

#### Competizioni nazionali
- Campionato argentino: 1

Racing Club: 2014
- Coppa d'Argentina: 2

River Plate: 2015-2016
Estudiantes: 2023
- Copa de la Liga Profesional: 1

Estudiantes: 2024
- Trofeo de Campeones de la Liga Profesional: 1

Estudiantes: 2024

#### Competizioni internazionali
- Coppa Libertadores: 1

River Plate: 2018
- Recopa Sudamericana: 1

River Plate: 2019